# 신마루코역
신마루코역(일본어: 新丸子駅, しんまるこえき)은 일본 가나가와현 가와사키시 나카하라구에 있는 도쿄 급행 전철의 역이다.
선로 명칭상, 이 역을 지나가는 노선은 도요코 선 뿐이지만, 이 역 전후로 복복선을 따라 도요코 선 열차와 메구로 선의 열차가 나란히 달리고 있으며 각각 별도의 노선으로 안내되고 있어서 역 번호도 개별적으로 부여되었다. 역 번호는 도요코 선이 TY10, 메구로 선이 MG10이다.

## 역 구조
복복선 구간 상에 있는 섬식 승강장 2면 4선의 고가역이다. 외측 2개 선을 도요코 선, 내측 2개 선을 메구로 선이 사용한다. 도요코 선과 메구로 선 플랫폼에 현재 스크린도어가 설치되고 있다. 메구로 선 개통 전에는 섬식 승강장 1면 2선이었다.

### 타는 곳
| 1 | 도요코 선 | 무사시코스기・히요시・기쿠나・요코하마 방면 미나토미라이 선 직결운행 미나토미라이・니혼오도리・모토마치·주카가이 방면 |
| 2 | 메구로 선 | 무사시코스기 · 히요시 방면 |
| 3 | 메구로 선 | 오오카야마・메구로・시로카네다이・시로카네타카나와 방면 난보쿠 선, 사이타마 고속철도선 직결운행 고마고메・아카바네이와부치・우라와미소노 방면 도영 지하철 미타 선 직결운행 미타・오테마치・니시타카시마다이라 방면              |
| 4 | 도요코 선 | 지유가오카・나카메구로・시부야 방면 후쿠토신 선 직결 운행 신주쿠 3초메・이케부쿠로・고타케무카이하라 방면 세이부 선 직결 운행 네리마・세이부큐조마에・한노 방면, 도부 철도 선 직결 운행 가스미가세키・가와고에시・신린코엔 방면 |

## 역 주변
- 마루코바시
- 일본 의과대학 신마루코 캠퍼스
- 도도로키 육상 경기장
- 마루코 온천

## 역사
- 1926년 2월 14일: 도요코 선 영업 개시. 개업 당초에는 상대식 승강장이었다.
- 1969년 11월: 8000계 8001편성 반입에 있어서 육송된 차체와 대차를 이 역에서 결합하였다.
- 1988년 3월: 고가화로 인해 섬식 승강장으로 변경됨.
- 2000년 8월 6일: 도요코 선 복복선화에 따라, 2면 4선으로 개조되면서 메구로 선의 운행 개시.

## 인접역
| 도쿄 급행 전철 도요코 선  | 도쿄 급행 전철 도요코 선 | 도쿄 급행 전철 도요코 선        |
| ------------------------- | ------------------------ | ------------------------------- |
| TY09 다마가와 시부야 방면 | ■ 각역정차               | 무사시코스기 TY11 요코하마 방면 |
| 도쿄 급행 전철 메구로 선  |                          |                                 |
| MG09 다마가와 메구로 방면 | ■ 각역정차               | 무사시코스기 MG11 히요시 방면   |